# Above & Beyond
Above and Beyond – grupa tworząca trance, założona w 2000 przez Jonathana „Jono” Granta, Tonego McGuinnessa oraz Paavo Siljamäki. Grupa znana jest z produkcji oraz remiksowania progressive trance.
W każdy piątek, o godzinie 20.00 czasu polskiego, prowadzili w radiu Anjunabeats w Londynie swoją dwugodzinną audycję Trance Around the World.
10 listopada 2012 wystartowała ich nowa audycja Group Therapy Radio.

## Dyskografia
Above and Beyond wydało swój pierwszy album (razem z singlem Alone Tonight) w marcu 2006 pod nazwą Tri-state. Pierwszy singiel, Air for Life (nagrany razem z Andym Moorem), został wydany w lipcu 2005. Kolejny album zespołu ukazał się w lipcu 2008. Został on nagrany jako projekt OceanLab, który de facto tworzą członkowie zespołu i nosi on tytuł Sirens of the Sea. Do współpracy nad najnowszym krążkiem zaprosili wokalistkę Justine Suissę. Po dużym sukcesie płyty na początku czerwca 2009, ukazał się krążek OceanLab Sirens of the Sea: Remixed.

### Albumy
- 2006: „Tri-State”
- 2007: „Tri-State Remixed”
- 2008: „Sirens of the Sea” (jako OceanLab)
- 2009: „Sirens of the Sea Remixed” (jako OceanLab)
- 2011: „Group Therapy”
- 2014: „Acoustic”
- 2015: „We Are All We Need”
- 2016: „Acoustic II”
- 2018: „Common Ground”
- 2019: „Flow State”

### Kompilacje
- 2003: „Anjunabeats Volume One”
- 2004: „Anjunabeats Volume Two”
- 2004: „Laser-Kissed Trance” (MixMag)
- 2005: „Anjunabeats Volume Three”
- 2006: „Anjunabeats Volume Four”
- 2007: „Anjunabeats Volume Five”
- 2008: „Anjunabeats100 + From Goa to Rio”
- 2008: „Anjunabeats Volume Six”
- 2009: „Anjunadeep:01”
- 2009: „Trance Nation” (Ministry of Sound)
- 2009: „Anjunabeats Volume 7”
- 2010: „Utopia” (Armani Exchange Music Series)
- 2010: „Anjunabeats Volume 8”
- 2011: „10 Years of Anjunabeats"
- 2011: „Cream Ibiza Sunrise” (MixMag)
- 2011: „Anjunabeats Volume 9”
- 2012: „Cream Ibiza”
- 2012:  „United Colours Of Anjunabeats” (Mixmag)
- 2013: „Anjunabeats Volume 10”
- 2014: „Anjunabeats Volume 11”
- 2015: „Anjunabeats Volume 12”
- 2017: „Anjunabeats Volume 13”
- 2019: „Anjunabeats Volume 14”
- 2020: „Anjunabeats Volume 15”
- 2022: „Anjunabeats Volume 16”

### Single
| jako Above & Beyond - 2002: „Far from in Love" - 2004: „No One on Earth” (z Zoë Johnston) - 2005: „Air for Life” (z Andy Moor) - 2006: „Alone Tonight” (z Richard Bedford) - 2006: „Can’t Sleep” (z Ashley Tomberlin) - 2007: „Good for Me” (z Zoë Johnston) - 2007: „Home” (z Hannah Thomas) - 2009: „Anjunabeach" - 2010: „Anphonic” (z Kyau & Albert) - 2011: „Thing Called Love” (z Richard Bedford) - 2011: „Sun & Moon” (z Richard Bedford) - 2011: „You Got To Go” (z Zoë Johnston) - 2011: „Sea Lo Que Sea Será” (z Miguel Bosé) - 2011: „Formula Rossa" - 2011: „Every Little Beat” (z Richard Bedford) - 2011: „Prelude" - 2012: „Love Is Not Enough” (z Zoë Johnston) - 2012: „On My Way To Heaven”(z Richard Bedford) - 2012: „Small Moments Like These" - 2012: „Alchemy” (z Zoë Johnston) - 2012: „Tokyo" - 2013: „Black Room Boy”(z Richard Bedford) - 2013: „Walter White" - 2013: „Mariana Trench" - 2014: „Hello" - 2014: „Sticky Fingers”(z Alex Vargas) - 2014: „You Got To Believe”(vs. Arty) (z Zoe Johnston) - 2014: „Blue Sky Action” (z Alex Vargas) - 2014: „We're All We Need” (z Zoë Johnston) - 2015: „All Over The World” (z Alex Vargas) - 2015: „Peace Of Mind” (z Zoë Johnston) - 2015: „Counting Down The Days” (z Gemma Hayes) - 2015: „Fly To New York” (z Zoë Johnston) - 2016: „A.I." - 2017: „Balearic Balls" - 2017: „1001" - 2017: „Surge" - 2017: „Alright Now” (z Justine Suissa) - 2017: „Tightrope” (z Marty Longstaff) - 2017: „My Own Hymn”(z Zoë Johnston) - 2017: „Northern Soul”(z Richard Bedford) - 2018: „Always”(z Zoë Johnston) - 2018: „Cold Feet” (z Justine Suissa) - 2018: „Red Rocks” jako OceanLab - 2001: „Clear Blue Water" - 2002: „Sky Falls Down” - 2003: „Beautiful Together” - 2004: „Satellite" - 2008: „Sirens of the Sea" - 2008: „Miracle" - 2008: „Breaking Ties" - 2009: „On a Good Day" - 2009: „Lonely Girl" - 2010: „If I Could Fly On The Surface" - 2010: „On a Good Day (Metropolis)” - 2015: „Another Chance" - 2016: „Alright Now" | jako Anjunabeats - 2000: „Volume One" jako Tranquility Base - 2001: „Razorfish" - 2004: „Surrender" - 2005: „Getting Away" - 2007: „Oceanic" - 2008: „Buzz" - 2009: „Buzz (Buzztalk Mix)” jako Dirt Devils - 2000: „Disco Fans" - 2000: „The Drill" - 2003: „Music Is Life" jako Free State - 2000: „Different Ways" - 2001: „Release" jako Rollerball - 2003: „Albinoni" jako Tongue of God - 2001: „Tongue of God" jako Zed-X - 2003: „The Storm" |

### Remiksy
jako Above & Beyond
- 2000: Chakra – Home (Above & Beyond Mix)
- 2000: Aurora – Ordinary World (Above & Beyond Remix)
- 2000: Fragma – Everytime You Need Me (Above & Beyond Remix)
- 2000: Adamski – In The City (Above & Beyond Mix)
- 2001: Armin van Buuren presents Perpetuous Dreamer – The Sound Of Goodbye (Above & Beyond Remix)
- 2001: Anjunabeats – Volume One (Above & Beyond Remix)
- 2001: Anjunabeats – Volume One (Free State vs. Dirt Devils Remix)
- 2001: Ayumi Hamasaki – M (Above & Beyond Vocal Dub Mix)
- 2001: Ayumi Hamasaki – M (Above & Beyond Instrumental Mix)
- 2001: Ayumi Hamasaki – M (Above & Beyond Typhoon Dub Mix)
- 2001: Ayumi Hamasaki – M (Above & Beyond Vocal Mix)
- 2001: The Mystery – Mystery (Above & Beyond Remix)
- 2001: Three Drives On A Vinyl – Sunset On Ibiza (Above & Beyond Remix)
- 2001: Dario G – Dream To Me (Above & Beyond Mix)
- 2001: Delerium – Underwater (Above & Beyond's 21st Century Mix)
- 2001: Madonna – What It Feels Like For A Girl (Above & Beyond 12” Club Mix)
- 2001: Madonna – What It Feels Like For A Girl (Above & Beyond Club Radio Edit)
- 2002: Catch – Walk On Water (Baby U Can) (Above & Beyond Remix)
- 2002: Every Little Thing – Face The Change (Dirt Devils vs. Above & Beyond Remix)
- 2002: Vivian Green – Emotional Rollercoaster (Above & Beyond Mix)
- 2003: Billie Ray Martin – Honey (Above & Beyond Club Mix)
- 2003: Billie Ray Martin – Honey (Above & Beyond Dub Mix)
- 2003: Rollerball – Albinoni (Above & Beyond Remix)
- 2003: Motorcycle – As The Rush Comes (Above & Beyond's Dynaglide Mix)
- 2003: Tomcraft – Loneliness (Above & Beyond Remix)
- 2003: Exile – Your Eyes Only (Aimai Naboku Rinkan) (Above & Beyond Mix)
- 2003: Matt Hardwick vs. Smith & Pledger – Day One (Above & Beyond's Big Room Mix)
- 2003: Rusch & Murray – Epic (Above & Beyond Remix)
- 2003: Madonna – Nobody Knows Me (Above & Beyond 12” Mix)
- 2004: Britney Spears – Everytime (Above & Beyond's Club Mix)
- 2004: Britney Spears – Everytime (Above & Beyond's Radio Edit)
- 2004: Chakra – I Am (Above & Beyond Mix)
- 2004: Dido – Sand In My Shoes (Above & Beyond's UV Mix)
- 2004: Delerium – Silence (Above & Beyond's 21st Century Remix)
- 2004: OceanLab – Satellite (Original Above & Beyond Mix)
- 2005: Ferry Corsten & Shelley Harland – Holding On (Above & Beyond Remix)
- 2006: Cara Dillon vs. 2Devine – Black Is The Colour (Above & Beyond's Divine Intervention Remix)
- 2007: Adam Nickey – Never Gone (Original Mix) (Above & Beyond Respray)
- 2007: DT8 Project – Destination (Above & Beyond Remix)
- 2007: Purple Mood – One Night In Tokyo (Above & Beyond Remix)
- 2008: Radiohead – Reckoner (Above & Beyond Remix)
- 2009: Dirty Vegas – Tonight (Above & Beyond Remix)
- 2008: OceanLab – Sirens Of The Sea (Above & Beyond Club Mix)
- 2008: OceanLab – Breaking Ties (Above & Beyonds Analog Heaven Mix)
- 2008: OceanLab – Miracle (Above & Beyond Club Mix)
- 2010: Miguel Bose – Por Ti (Above & Beyond Remix)
- 2011: Miguel Bose – Sea Lo Que Sea Será (Above & Beyond Album Mix)
- 2012: Kaskade feat. Skylar Grey – Room For Happiness (Above & Beyond Club Mix)
- 2013:  Above & Beyond – Black Room Boy (Above & Beyond Club Mix)
- 2013: Delerium – Underwater (Above & Beyond vs. Myon & Shane54 Remix)
- 2013: New Order – Blue Monday (Above & Beyond Remix)
- 2013:  Ilan Bluestone & Jerome Isma-Ae – Under My Skin (Above & Beyond's 80s Revival Rework)
- 2014: Above & Beyond feat. Alex Vargas – Blue Sky Action (Above & Beyond Club Mix)
- 2015: Jean-Michel Jarre & Tangerine Dream – Zero Gravity (Above & Beyond Remix)
- 2015: Faithless – Salva Mea 2.0 (Above & Beyond Remix)
- 2016: Moby – Porcelain (Above & Beyond Remix)

jako Dirt Devils
- 2000: Free State – Different Ways (Dirt Devils Remix)
- 2000: The Croydon Dub Heads – Your Lying (Dirt Devils Remix)
- 2001: Free State – Release (Dirt Devils Rumpus Dub)
- 2001: Anjunabeats – Volume One (Free State vs. Dirt Devils Remix)
- 2002: Modulation – Darkstar (Dirt Devils Remix)
- 2002: Every Little Thing   – Face The Change (Dirt Devils vs. Above & Beyond Remix)
- 2002: Day After Tomorrow – Faraway (Dirt Devils 12” Mix)
- 2002: Day After Tomorrow – Faraway (Dirt Devils Inst)
- 2002: Matt Cassar presents Most Wanted – Seven Days And One Week (Dirt Devils Mix)
- 2002: Future Breeze – Temple Of Dreams (Dirt Devils Remix)
- 2003: Ayumi Hamasaki – Voyage (Dirt Devils Remix)

jako Free State
- 2000: 4 Strings – Day Time (Free State Vocal Mix)
- 2000: Icebreaker International  Port of Yokohama (The Free State YFZ Mix)
- 2000: The Croydon Dub Heads – Your Lying (Free State Remix)
- 2001: Anjunabeats – Volume One (Free State vs. Dirt Devils Remix)

jako OceanLab
- 2001: Teaser – When Love Breaks Down (OceanLab Mix)
- 2002: The Space Brothers – For a Lifetime (OceanLab Remix)

jako Tongue Of God
- 2007: Above & Beyond - Liquid Love (Tongue Of God Remix)